# The More Things Change…
The More Things Change… ist das zweite Studioalbum der US-amerikanischen Metal-Band Machine Head. Es erschien am 25. März 1997 via Roadrunner Records. Ursprünglich sollte das Album bereits im Herbst 1996 erscheinen, jedoch verzögerte sich die Veröffentlichung um mehrere Monate. Es ist das letzte Machine Head-Album mit dem Gitarristen Logan Mader und das erste mit dem Schlagzeuger Dave McClain.

## Entstehung
Während der Tourneen für das Album Burn My Eyes wuchsen bandinterne Spannungen. Aufgrund von gesundheitlichen Problemen des Schlagzeugers Chris Kontos musste die Band mehrere Konzerte absagen. Drei Tage vor dem Monsters-of-Rock-Festival meldete sich Kontos erneut krank und wurde von der Band gefeuert. Auf Empfehlung des damaligen Sepultura-Schlagzeugers Igor Cavalera nahmen Machine Head Dave McClain in die Band auf, der zuvor bei Sacred Reich spielte. Nach einigen Konzerten mit McClain begann die Band mit dem Songwriting. Die Aufnahmen fanden im Sommer 1996 statt, mussten aber unterbrochen werden, nachdem McClain und Bassist Adam Duce in einen Autounfall verwickelt wurden. Während Duce mit leichten Blessuren davonkam, brach sich McClain die Kniescheibe. Darüber hinaus brach jemand während der Aufnahmen im Studio ein und stahl eine Gitarre. The More Things Change… wurde erneut von dem Briten Colin Richardson produziert und gemischt. Die Band war mit dem Resultat jedoch unzufrieden und flog zu Richardson nach Liverpool, um sämtliche Gitarren- und Basstracks neu einzuspielen.

„Außerdem klang aus den 20.000-Dollar-Boxen, wie wir sie im Studio hatten, alles killermäßig. Der wahre Test ist aber, ob die Songs zuhause oder im Auto auf deiner Billiganlage gut rüberkommen. Da hörte es [das Album] sich eben beschissen an.“

Da Sänger Robb Flynn immer noch unzufrieden war, ging er ein drittes Mal in ein Studio und brachte das Album auf den gewünschten Stand. Neben den zehn Liedern des Albums wurden noch zwei Coverversionen und eine neue Version des Liedes My Misery aufgenommen. Diese drei Lieder wurden für die Digipakversion des Albums verwendet. Bei den Coverversionen handelt es sich um The Possibility of Life’s Destruction von Discharge sowie Colors von Ice-T. Bei Colors ist keine Gitarre zu hören, sondern nur „ein verzerrtes Keyboard, ein verrücktes Drumloop und ein verzerrter Bass“. Laut Flynn zeigt das Lied, wie Machine Head klingen würden, wenn sie Hip-Hop spielen würden. My Misery wurde ursprünglich für den Soundtrack des Films Demon Knight aufgenommen. Da Flynn mit dieser Version jedoch unzufrieden war, nahm die Band das Lied neu auf. Für das Lied Ten Ton Hammer drehte die Band ein Musikvideo. Dies wurde von der Band bewusst schlicht gehalten, um die Kosten niedrig zu halten.

## Hintergrund
Der Albumtitel bezieht sich auf das Sprichwort „The more things change, the more they stay the same“ („Je mehr sich die Dinge ändern, desto mehr bleiben sie gleich.“). Der Titel bezieht sich laut Flynn auf die Band selber, die sich weiterentwickeln will, aber immer harten Metal spielen will. Die Musik wurde zu gleichen Teilen von Flynn und Logan Mader komponiert, während die Texte alleine von Flynn verfasst wurden.
In einem Interview mit dem deutschen Magazin Metal Hammer erklärte Flynn, dass die Texte zu The More Things Change… persönlicher ausgefallen sind. Struck a Nerve richtet sich gegen die Pro-Life-Bewegung, einer Organisation militanter Abtreibungsgegner, die auch Anschläge auf Kliniken und Ärzte verüben. Laut Flynn sollte jede Frau das Recht auf Abtreibung haben.
The Frontlines bezieht sich auf einen Burrito-Truck, der von der Band einige Jahre vor den Aufnahmen häufig frequentiert wurde. Um zu diesem Truck zu gelangen, mussten die Bandmitglieder durch eine der gefährlichsten Gegenden der Stadt gehen, in der Schießereien alltäglich waren. Laut Flynn hat die Geschichte eine gewisse Komik in sich, aber auch einen ernsten Hintergrund, da teilweise Menschen in der Nähe des Trucks erschossen wurden.
Bay of Pigs greift das US-amerikanische Justizsystem an, bei dem sich Prominente durch Zahlung von hohen Bußgeldern freikaufen können. Blood of the Zodiac beschäftigt sich mit rassistischem Gedankengut, das, wenn es durch charismatische Personen verbreitet wird, einfacher von den Menschen aufgenommen wird.

## Rezeption
The More Things Change… wurde von der Musikpresse positiv angenommen. Im deutschen Metal Hammer teilte sich das Album den Titel „Album des Monats“ mit dem Album Aftertaste von Helmet (Band). Matthias Weckmann verglich The More Things Change… mit einem Twister: „Unausweichlich, mitreißend und gewaltig“ Er vergab die Höchstnote von sieben Punkten. Im deutschen Rock Hard belegte das Album den zweiten Platz im Soundcheck hinter A Crimson Cosmos von Lake of Tears. Thomas Kupfer lobte in seiner Kritik, dass sich die Band in songschreiberischer Hinsicht gesteigert hat und dass das neue Material abwechslungsreicher ist.
The More Things Change… stieg als erstes Machine Head-Album in die US-amerikanischen Albumcharts ein und belegte Platz 138. In Deutschland erreichte das Album Platz 22 und in Österreich Platz 24. Platzierungen unter den ersten 20 erreichte The More Things Change… in Belgien (Platz 11), Finnland (Platz 13), Großbritannien (Platz 16) und Schweden.